# Ottmar Liebert
Ottmar Liebert es un músico guitarrista y compositor nacido el 1 de febrero de 1959 en Colonia, Alemania, de padre chino-alemán y madre húngara.

## Biografía
Nominado al Grammy, vendedor de discos de platino.
Empezó a tocar guitarra a los 11 años, después estudió guitarra clásica en una escuela de artes.
A los 18 años viajó extensivamente a través de Europa y Asia intentando absorber cada tradición musical que encontró.
Empezó su carrera en su nativa Alemania en bandas de rock and roll.
Gran admirador de Miles Davis, Carlos Santana y John McLaughlin, en 1979 se mudó Estados Unidos estableciéndose en Boston, donde trabajó como lavaplatos, cajero de banco y mensajero ciclista durante el día para poder dedicarse por las noches a la música, tocando en varias bandas de jazz-funk hasta 1985.
En 1986 viajaba rumbo a Los Ángeles con la intención de mudarse a allá cuando se detuvo en Santa Fe por un par de semanas para visitar a un amigo. Autodefinido por sus diversas raíces como "perro mestizo" (mutt en inglés), le encantó la mezcla de culturas anglo, india, hispana, mexicana, italiana, francesa y asiática de la ciudad y se estableció ahí.
En Santa Fe empezó a tocar en restaurantes para ganarse la vida.
Estudió guitarra flamenca por solo seis meses y para cuando grabó "Nouveau Flamenco" solo llevaba un año practicando ese estilo.
Su primer álbum empezó en 1989 como una cinta llamada "Marita: Shadows and Storms" producida por el mismo Liebert. El artista Frank Howell distribuyó copias en sus galerías de arte eventualmente una copia llegó a una estación de radio que la programó y empezó a ser solicitada por los radioescuchas. La discográfica Higher Octave Music firmó a Liebert por tres álbumes, el primero de los cuales fue la misma cinta remasterizada y relanzada nacionalmente (en EE. UU.) en 1990 como "Nouveau Flamenco". Este álbum debut ha alcanzado doble disco de platino por sus ventas y es uno de los mejor vendidos álbumes de guitarra, sobre todo por el tema: "Barcelona Nights" reconocido mundialmente.
Después de que su álbum subsecuente "Borrasca" subiera rápidamente las listas, Liebert fue firmado por Epic con los que en 1992 presentó su álbum "Solo Para Ti", con la colaboración de Carlos Santana en dos piezas, incluyendo su clásica "Samba Pa Ti". En 2001 finalizó una década de contrato con Epic con el álbum "Little Wing". Ese mismo año fundó su propio sello disquero SSRI (por Spiral Subwave Records International) con el que publicó en convenio con Higher Octave Music para distribución y venta sus dos álbumes siguientes. Sus más recientes álbumes solo están a la venta en www.lunanegra.com
Actualmente Liebert ofrece grabaciones propias y de otros artistas, loops y pistas para modificar algunas piezas en su sitio Listening Lounge, donde se encuentran grabaciones no disponibles en otro lugar, todo bajo licencia Creative Commons Sampling Plus 1.0.

### Género musical
La música de Ottmar Liebert es difícil de categorizar, lo cual es muy de su agrado. Sin embargo, ha declarado sentirse muy confortable con la etiqueta New Age debido a que es tan abierta y poco definida.
Sus aficionados consideran que Liebert compone, interpreta y graba música en el estilo Nuevo Flamenco, en el que se mezclan elementos de flamenco con Jazz, Bossa nova y otros géneros. No obstante, Liebert ha sido dura y repetidamente criticado por parte de la prensa especializada en flamenco auténtico, así como por los intérpretes apegados al flamenco tradicional y respetuosos de sus formas. La crítica se dirige principalmente a la alteración de formas rítmicas y armónicas, a las cuales no se apega Liebert, principalmente por desconocerlas, e incluso llegando a mostrar incapacidad para ejecutarlas, debido a su complejidad. Paco de Lucía, quizás el máximo referente histórico de la guitarra flamenca, ha calificado el nuevo flamenco de Liebert como "una degeneración, una caricatura del flamenco".
También se ha hecho crítica de las habilidades técnicas de Liebert para tocar la guitarra española. La competencia con otros maestros del género flamenco considerados como auténticos virtuosos, ha limitado su entrada a la península ibérica. Sin embargo, ha tenido gran aceptación en el mercado anglosajón. Puede concluirse que más allá de que la música compuesta por Liebert pueda ser considerada como Flamenco o no, las críticas sobre sus composiciones -emitidas por músicos de diversos géneros- recaen especialmente en su elementalidad, pues se ha calificado como poco elaborada, plana y carente de armonizaciones complejas y líneas melódicas interesantes. 
En tiendas de discos suele ser ubicado bajo New Age o World Music/España.

### Luna Negra
En 1989 fundó su grupo Luna Negra y ha grabado con él desde 1990. Liebert describe a Luna Negra como un "grupo de goma" debido a que cambia con las temporadas, los miembros todo el tiempo entran y salen.
Los únicos miembros constantes son Ottmar Liebert y el bajista Jon Gagan. Algunos músicos que han pasado por sus filas son: Ron Wagner, Canton Becker, Mike Chavez, Calvin Hazen, Mark Clark, Kanoa Kaluhiwa, Mike Middleton, Daniel Ward, James Bobchak, Carl Coletti, Paulo Baldi, Domenico Camardella, Dave Bryant, Jeff Sussmann.

## Discografía

### Álbumes
- Marita: Shadows & Storms (1989) - Limitado a 1000 copias vendidas en la galería del artista Frank Howell en Santa Fe.
- Got 2 Go (When Love Calls) (?) - No publicado, solo en cinta.
- Nouveau Flamenco (1990)
- Poets & Angels (1990)
- Borrasca (1991)
- Solo Para Ti (1992)
- Santa Fe (Single) (1993)
- The Hours Between Night + Day (1993)
- Euphoria (1995)
- ¡Viva! (1995)
- Opium (1996)
- Leaning Into The Night (1997)
- Havana Club (Single) (1997)
- Rumba Collection 1992-1997 (1998)
- Innamorare - Summer Flamenco (1999)
- Nouveau Flamenco - 1990-2000 Special Tenth Anniversary Edition (2000)
- Christmas + Santa Fe (2000)
- Barcelona Nights: The Best Of Ottmar Liebert Volume One (2001)
- Little Wing (2001)
- Surrender 2 Love: The Best Of Ottmar Liebert Volume Two (2001)
- In The Arms Of Love (2002)
- The Santa Fe Sessions (2003)
- 3 is 4 Good Luck (2003) - Edición limitada en Mini-Disc, solo vendido en sus presentaciones durante 2003 y en línea junto con la Trilogía (In The Arms Of Love, The Santa Fe Sessons, Nouveaumatic).
- Nouveaumatic (2003)
- La Semana (Digipak/33rd Street) (2004)
- La Semana (Limited Edition) (2004)
- Winter Rose: Music Inspired by the Holidays (2005)
- Tears in the Rain (2005) - Solo en Listening Lounge.
- One Guitar (2006)
- The Scent of Light (2008)
- Up Close (2008)
- Spanish Sun ( 2009)[1]
- Petals On The Path (2010)
- Santa Fe (2011)[2]
- Dune (2012)
- Three-Oh-Five (2014)
- Bare Wood (2014)[3]
- Waiting n Swan (2015)
- Slow (2016)
- The Complete Santa Fe Sessions (2018)
- Fete (2019)
- Vision 2020 (Lockdown Version) (2020)
- Vision 2020 (Full Version) (2021)

### DVD / VHS
- Wide-Eyed & Dreaming (1996 [VHS] / 1999 [DVD])

### Con Ottmar Liebert
- James Bobchak - Sundance Flamenco (1999)
- Leda Battisti - Leda Battisti (1998)
- Jon Gagan - Transit (2004)

### Producido por Ottmar Liebert
- Chuscales - Soul Encounters / Encuentros Del Alma (1999)